# Diospage cleasa
Diospage cleasa là một loài bướm đêm thuộc phân họ Arctiinae, họ Erebidae.